# إختفاء (فلم 2023)
إختفاء (بالإنجليزية: Ghosted) هو فيلم رومانسي كوميدي، أكشن مغامرات أمريكي من إخراج ديكستر فليتشر وبطولة كريس إيفانز، آنا دي أرماس، أدريان برودي، تيم بليك نيلسون ومروان كنزاري، من المقرر صدوره في 21 أبريل 2023 على منصة أبل تي في +.

## روابط خارجية
- مقالات تستعمل روابط فنية بلا صلة مع ويكي بيانات

لا توجد روابط لمواقع التواصل الاجتماعي.